# Megalurus punctatus
Megalurus punctatus là một loài chim trong họ Locustellidae.